# IFK Helsinky (fotbal)
Helsingin Idrottsföreningen Kamraterna, zkráceně HIFK a česky IFK Helsinky, je finský fotbalový oddíl z Helsinek, který je součástí stejnojmenného sportovního klubu. Klub vznikl roku 1897 a fotbalový oddíl roku 1907. Tým má červené dresy.

## Historie
Klub vznikl roku 1897. Fotbal začal hrát roku 1907. Původně to byl klub pro švédskou komunitu, dnes už národnost nehraje roli.
Nejúspěšnějším obdobím byla 30. léta 20. století, kdy se tým stal 4× mistrem. Další 3 tituly přidal po válce. V letech 1973–2014 hrál tým jen v nižších soutěžích.

## Úspěchy
- Finská liga (7): 1930, 1931, 1933, 1937, 1947, 1959, 1961